# Bóg, Honor, Ojczyzna

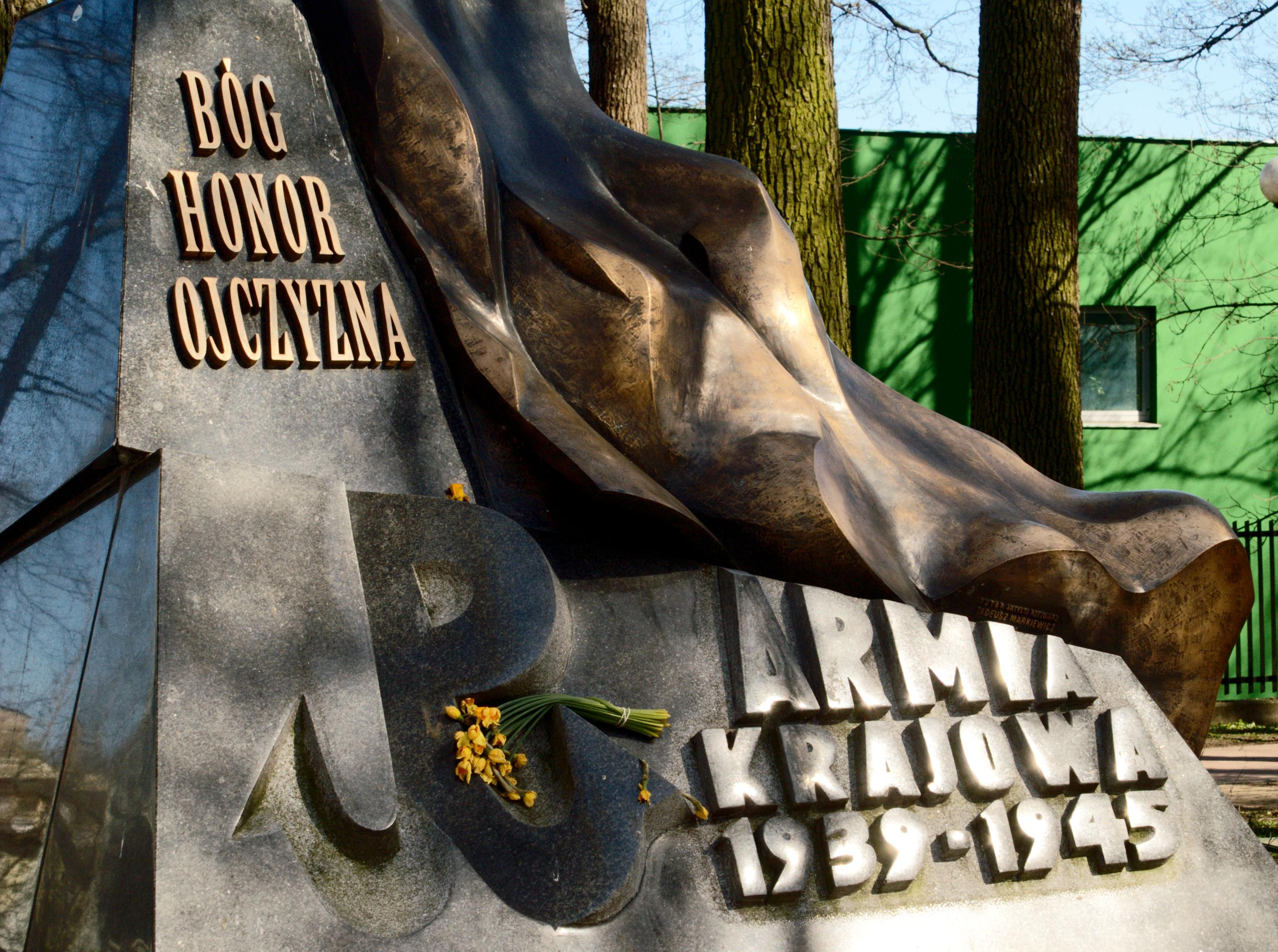
Denkmal der Polnischen Heimatarmee in Sopot mit der Aufschrift Bóg, Honor, Ojczyzna

Bóg, Honor, Ojczyzna (deutsch: Gott, Ehre, Vaterland) ist eines der inoffiziellen Mottos von Polen. Es wird auch als das Motto der polnischen Armee, und nicht selten von nationalen Gruppierungen verwendet.